# Ventojo
Ventojo ( llamada oficialmente San Nicolás de Ventoxo) es una parroquia del municipio de Forcarey, en la provincia de Pontevedra, Galicia, España.

## Demografía
Según el padrón municipal de 2004 tenía 123 habitantes (63 hombres y 60 mujeres), distribuidos en 3 entidades de población, lo que supone un aumento en relación con el año 1999 cuando tenía 117 habitantes. Según el IGE, en el 2014 su población había descendido hasta los 103 habitantes, siendo 50 hombres y 53 mujeres.

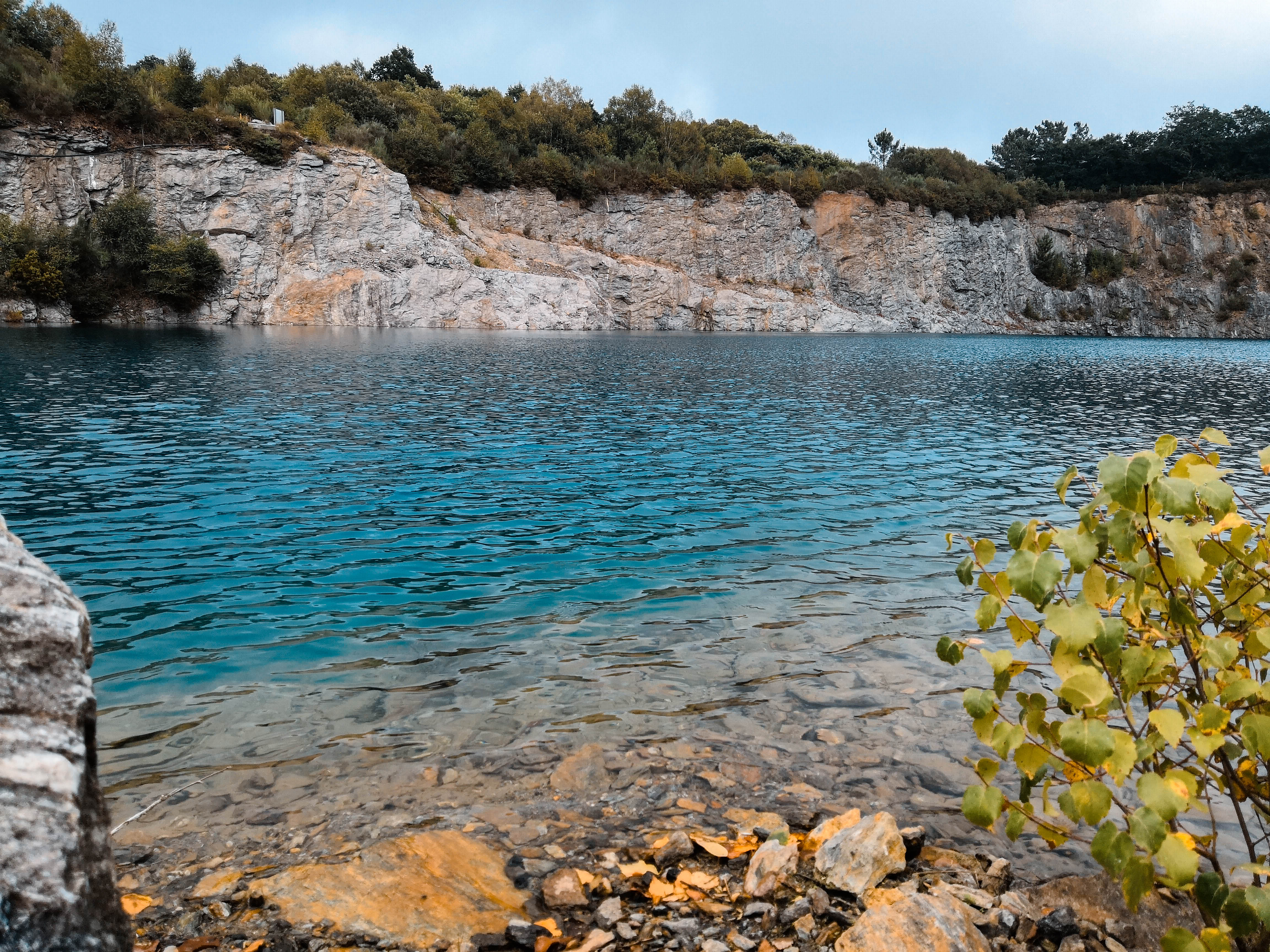
Cantera de ventoxo

## Topónimo
En el IES Chano Piñeiro consideraron la posibilidad de que el origen del topónimo pudiese ser de la palabra celta bend que significa blanco, luminoso.